# Ingleton
Koordinaten: 54° 9′ N, 2° 28′ W

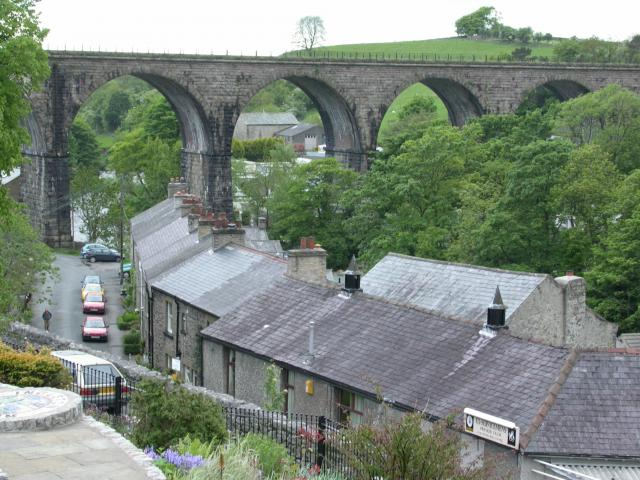
Ingleton und der Ingleton Viadukt

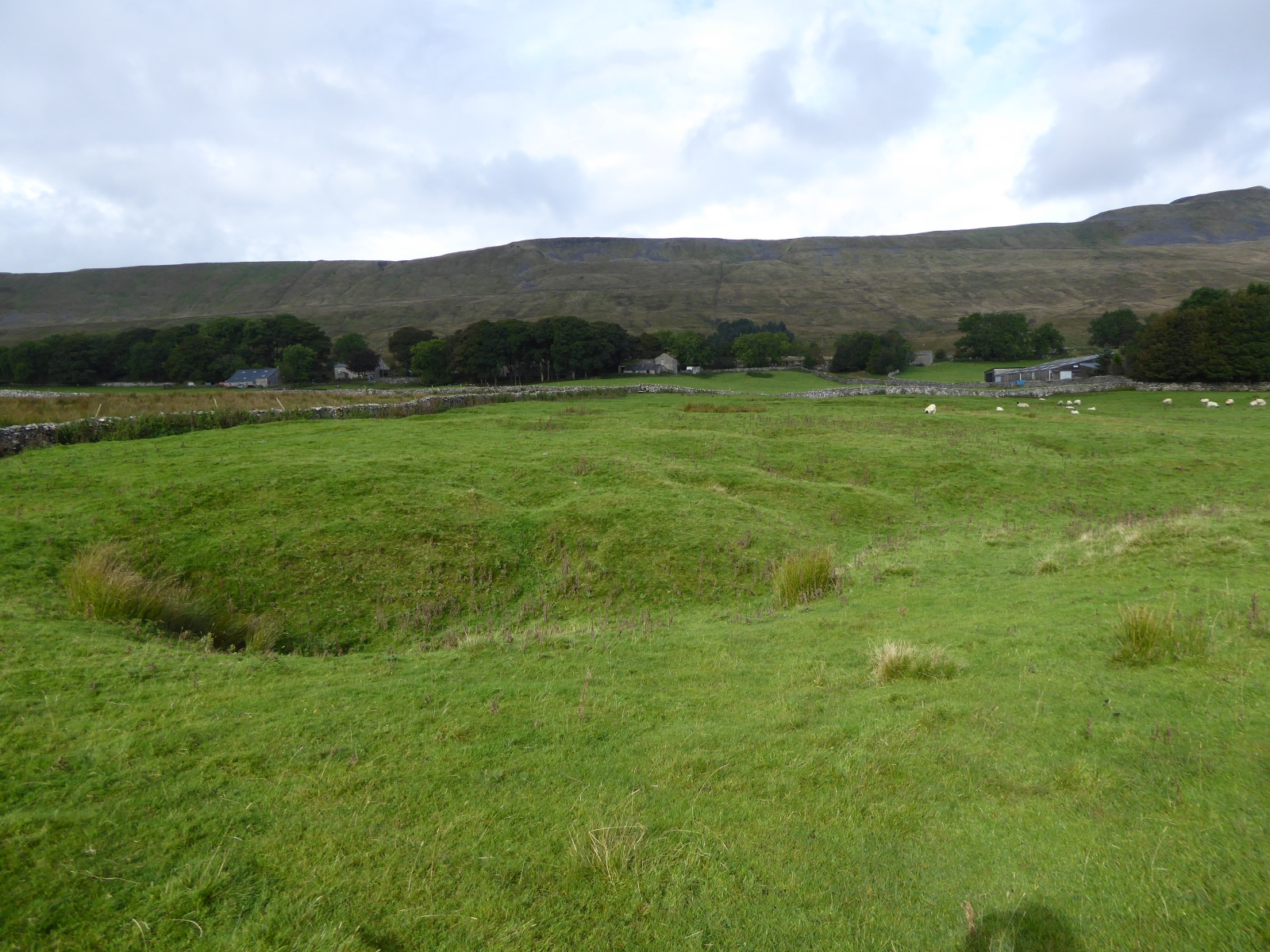
Erdfälle von Bruntscar Hall

Ingleton ist ein Ort mit 2000 Einwohnern (2001) in North Yorkshire in England. Der Ort am Rande der Yorkshire Dales ist ein Ausgangspunkt für den Aufstieg auf den Berg Ingleborough, der sich nahe der Siedlung erhebt.
Der River Greta wird in Ingleton vom Ingleton Viadukt überquert. Der Viadukt wurde zwischen 1858 und 1860 von der Lancaster and Carlisle Railway gebaut. Als die Strecke über Ingleton am 16. September 1861 als die damals kürzeste Strecke zwischen London und Schottland in Betrieb ging, war die Lancaster and Carlisle Railway, die die Strecke südlich des Viadukts betreiben sollte in der London and North Western Railway (LNWR) aufgegangen und der nördliche Anschluss wurde statt von der North Western Railway von der Midland Railway betrieben. Da die Midland Railway aber mit der Great Northern Railway zusammenarbeitete, die ein Hauptkonkurrent der London and North Western Railway im Verkehr zwischen London und Schottland war, wurde Ingleton zum Streitobjekt zwischen den beiden Gesellschaften. Die LNWR setzte alles daran, dass es keine direkte Umsteigeverbindung zwischen ihr und den Zügen der Midland Railway gab und die Fahrgäste mussten auch über den Viadukt laufen, da beide Gesellschaften an ihrem jeweiligen Ende einen eigenen Bahnhof eingerichtet hatten. Erst als eine neue Strecke geplant wurde, lenkte die LNWR in Verhandlungen mit ihrem Konkurrenten ein und 1865 hatten die Klagen gegen den Missstand in Ingleton ein Ende und die Züge aus Süden überquerten den Viadukt, obwohl auch der südliche Bahnhof weiter ein Haltepunkt blieb. Der fahrplanmäßige Passagierverkehr über den Viadukt wurde 1954 eingestellt. Bis 1967 verkehrten noch Ausflugszüge und Güterzüge, doch dann wurde die Strecke demontiert.
In der Nähe von Ingleton befinden sich die Touristen zugänglichen White Scar Caves und die Ingleborough Cave sowie die Gaping Gill Höhle. In der den Ort umgebenden Kalksteinlandschaft finden sich Erdfälle und zahlreiche weitere Höhlen, die erfahrenen Höhlenforschern zugänglich sind.
Eine beliebte kurze Wanderung von Ingleton ist der 8 km lange Ingleton Waterfalls Trail, der entlang der Flüsse Twiss und Doe als Rundweg zurück in den Ort führt.